# Пальси, Эзан
Эзан Пальси (фр. Euzhan Palcy; родилась 13 января 1958) — французский режиссёр, сценарист и продюсер, уроженка Мартиники. Сняла около 20 фильмов, в числе которых «Аллея черных лачуг» (приз Венецианского кинофестиваля и «Сезар»), «Сухой белый сезон», «Курс диссидентов» и другие картины. Стала первой чернокожей женщиной-режиссером, чью картину («Сухой белый сезон») спродюсировала крупная голливудская студия «Метро-Голдвин Майер».
В 2022 году Пальси получила почётный «Оскар» за вклад в развитие кинематографа.